# Tatakoto (comune)
Tatakoto è un comune della Polinesia francese nelle isole Tuamotu. Comprende l'atollo di Tatakoto; il villaggio principale del comune è Tumukuru.